# Янковський Олександр Леонідович
Олександр Леонідович Янковський (10 листопада 1969) — український і радянський футболіст, нападник або півзахисник.

## Спортивна кар'єра
Протягом ігрової кар'єри захищав кольори десяти клубів, найбільше часу провів у складі киргизьської «Алги» і кременьчуцького «Креміня». У вищій лізі чемпіонату України — 84 матчі (14 голів), у кубку України — 20 (5). Всього провів у чемпіонатах СРСР, Киргизстану й України 403 матчі.

## Статистика
Статистика виступів:
| Команда                       | Д-1  | Д-1  | Д-2  | Д-2  | Д-3, 4 | Д-3, 4 | Кубок | Кубок |
| Команда                       | Ігри | Голи | Ігри | Голи | Ігри   | Голи   | Ігри  | Голи  |
| ----------------------------- | ---- | ---- | ---- | ---- | ------ | ------ | ----- | ----- |
| «Алга» (Бішкек)               | 10   | 10   | —    | —    | 140    | 23     | —     | —     |
| «Кремінь» (Кременчук)         | 79   | 12   | 16   | 3    | 12     | 3      | 13    | 4     |
| «Нафтохімік» (Кременчук)      | —    | —    | —    | —    | 2      | 1      | —     | —     |
| ЦСКА-«Борисфен» (Київ)        | —    | —    | 8    | 1    | —      | —      | —     | —     |
| «Ворскла» (Полтава)           | —    | —    | 51   | 5    | —      | —      | 1     | 0     |
| «Гірник-спорт» (Комсомольськ) | —    | —    | —    | —    | 2      | 0      | —     | —     |
| «Металург» (Запоріжжя)        | 5    | 2    | —    | —    | —      | —      | 2     | 0     |
| «Черкаси»                     | —    | —    | 4    | 0    | —      | —      | —     | —     |
| «Адомс» (Кременчук)           | —    | —    | —    | —    | 22     | 5      | 1     | 0     |
| «Зірка» (Кіровоград)          | —    | —    | 52   | 6    | —      | —      | 3     | 1     |
| Всього за кар'єру             | 94   | 24   | 131  | 15   | 178    | 32     | 20    | 5     |